# Форма рельефа
Форма рельефа — искажение поверхности литосферы. Форма рельефа — это единица геоморфологии.

## Формы рельефа

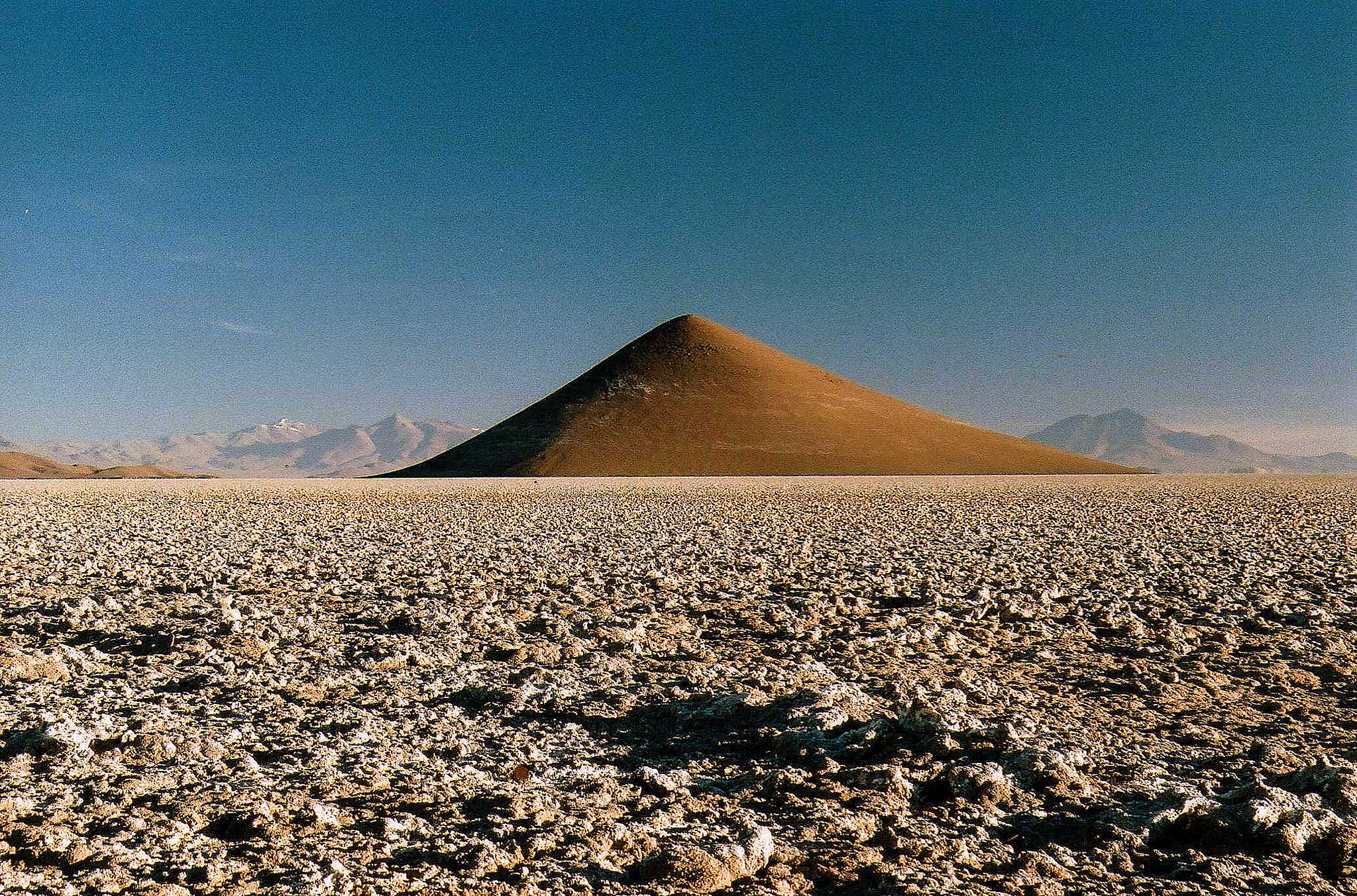
Конус Арита — форма рельефа в виде почти идеального конуса высотой около 200 метров посреди соляной пустыни в провинции Сальта (Аргентина)

Несмотря на большое разнообразие неровностей земной поверхности, можно выделить основные формы рельефа: гора, котловина, хребет, лощина, седловина.
- Гора (или холм) — это возвышенность конусообразной формы. Она имеет характерную точку — вершину, боковые скаты (или склоны) и характерную линию — линию подошвы. Линия подошвы — это линия слияния боковых скатов с окружающей местностью. На скатах горы иногда бывают горизонтальные площадки, называемые уступами.
- Котловина — это углубление конусообразной формы. Котловина имеет характерную точку — дно, боковые скаты (или склоны) и характерную линию — линию бровки. Линия бровки — это линия слияния боковых скатов с окружающей местностью.
- Хребет — это вытянутая и постепенно понижающаяся в одном направлении возвышенность. Он имеет характерные линии: одну линию водораздела, образуемую боковыми скатами при их слиянии вверху, и две линии подошвы.
- Лощина — это вытянутое и открытое с одного конца постепенно понижающееся углубление. Лощина имеет характерные линии: одну линию водослива (или линию тальвега), образуемую боковыми скатами при их слиянии внизу, и две линии бровки.
- Седловина — это небольшое понижение между двумя соседними горами; как правило, седловина является началом двух лощин, понижающихся в противоположных направлениях. Седловина имеет одну характерную точку — точку седловины, располагающуюся в самом низком месте седловины.
- Равнины — значительные по площади участки поверхности суши, дна морей и океанов, для которых характерны: незначительный уклон местности (до 5°) и небольшое колебание высот (до 200 м); которое если и достигает сотен метров, то эти изменения имеют место на большом протяжении. Что ведёт к тому, что высоты соседних точек мало отличаются друг от друга.

Существуют разновидности перечисленных основных форм, например, разновидности лощины: долина, овраг, каньон, промоина, балка и т. д. Иногда разновидности основных форм характеризуют особенности рельефа конкретного участка местности, например, в горах бывают пики — остроконечные вершины гор, ущелья, теснины, щёки, плато, перевал и т. д.
Вершина горы, дно котловины, точка седловины являются характерными точками рельефа; линия водораздела хребта, линия водослива лощины, линия подошвы горы или хребта, линия бровки котловины или лощины являются характерными линиями рельефа.

## Классификация
Формы рельефа различаются:

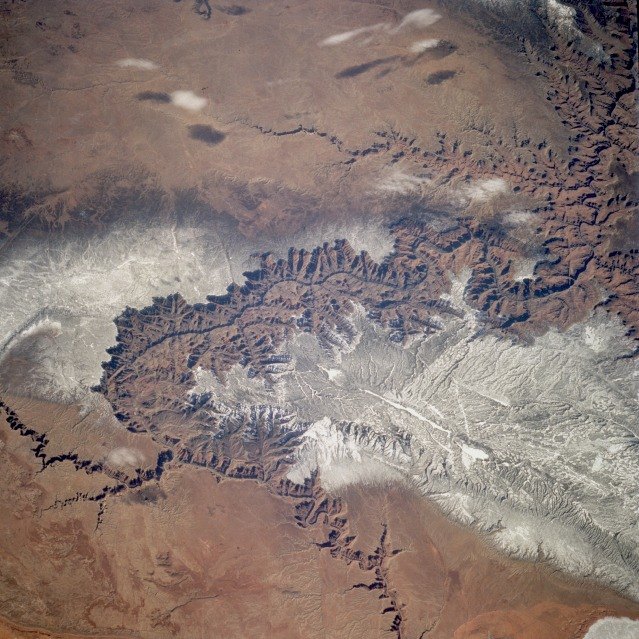
Большой каньон из космоса

- по размерам (планетарные формы рельефа, мегаформы рельефа, макроформы рельефа, мезоформы рельефа, микроформы рельефа, наноформы рельефа)[2];
- по происхождению (тектонические, вулканические, водно-эрозионные, ледниковые, карстовые, эоловые и др.);
- по возрасту и другим признакам;[3]
- по форме (положительные формы рельефа, отрицательные формы рельефа)[2]:12.

### Планетарные формы рельефа
- Материки
- Складчато-надвиговые пояса
- Ложе океана
- Срединно-океанические хребты

### Мегаформы рельефа
- Горные пояса
- Равнинные страны (равнины)
- Крупные впадины и поднятия в пределах ложе океана
- Разломы планетарного масштаба

Примеры: впадина Мексиканского залива, впадина Карибского моря, горная система Альп, горная система Кавказа, плато Декан, Восточно-Европейская равнина.

### Макроформы рельефа
- Отдельные хребты и впадины
- Возвышенности и низменности

Примеры: Главный Кавказский хребет, Бзыбский хребет (Абхазия), Куринская низменность, Смоленско-Московская возвышенность.

### Мезоформы рельефа
- Овраги
- Балки
- Долины рек
- Крупные аккумулятивные формы (барханные цепи, моренные гряды)

### Микроформы рельефа
Примеры: карстовая воронка, грот, колодец, эрозионная рытвина, береговой вал.

### Формы нанорельефа
Примеры: кротовина, луговая кочка, сурчина, мелкие эрозионные бороздки, знаки ряби на поверхности эоловых форм или на морском дне.

## Способы изображения рельефа
Способ изображения рельефа должен обеспечивать хорошее пространственное представление о рельефе местности, надёжное определение направлений и крутизны скатов и отметок отдельных точек, решение различных инженерных задач.
За время существования геодезии было разработано несколько способов изображения рельефа на топографических картах. Перечислим некоторые из них:
1. Способ отмывки. Отмывка — пластическое полутоновое изображение рельефа путём наложения теней. Отмывку обычно применяют при боковом освещении, когда источник света находится в левом верхнем углу карты;
2. Способ штриховки. Этот способ используется на многих гравюрах 19 века. Толщина штрихов и расстояния между ними находятся в определённой зависимости от крутизны скатов.
3. Способ отметок. При этом способе на карте подписывают отметки отдельных точек местности.
4. Способ горизонталей.
5. Способ послойного окрашивания. Этот способ применяется на мелкомасштабных картах. Поверхность Земли показывается коричневым цветом: чем больше отметки, тем гуще цвет. Глубины моря показывают голубым или зелёным цветом: чем больше глубина, тем гуще цвет.

В настоящее время на топографических картах применяют способ горизонталей в сочетании со способом отметок, причём на одном квадратном дециметре карты подписывают, как правило, не менее пяти отметок точек.